# Gueuse de vie

Gueuse de vie (titre original : Te rongyos élet) est un film hongrois réalisé par Péter Bacsó et sorti en 1984.

## Synopsis
Budapest. 1951. Chanteuse et comédienne, d'origine juive aristocratique, Lucy est considérée comme une « ennemie de classe ». Elle est donc déportée dans un camp de travail agricole afin d'y être « rééduquée ». Pour l'intimider, on l'enferme même dans une cellule réservée aux condamnés à mort. Son univers se limitera à des relations forcées avec un commissaire de police, le secrétaire du Parti, un instituteur et quelques autres détenus issus de son propre milieu social, comme le baron Samoday.

## Fiche technique
- Titre original : Te rongyos élet
- Titre français : Gueuse de vie
- Réalisation et scénario : Péter Bacsó
- Photographie : Tamás Andor, couleurs
- Musique : György Vukán
- Production : Dialóg Filmstudio
- Durée : 108 minutes
- Pays de production :  Hongrie
- Sortie : 16/02/1984
- Genre : Comédie dramatique

## Distribution
- Dorottya Udvaros : Lucy Sziráky
- Zoltán Bezerédy : Sándor Matura, le commissaire de police
- András Kern : Róbert Guthy
- Ödön Rubold : baron Kornél Samoday
- László Szacsvay : József Kiptár, le secrétaire du Parti
- Lajos Őze : Zimányi